# Colletes lutzi
Colletes lutzi är en biart som beskrevs av P. H. Timberlake 1943. Den ingår i släktet sidenbin och familjen korttungebin.

## Underarter
Arten delas in i följande underarter:
- C. l. interior
- C. l. lutzi
- C. l. monticola
- C. l. pinorum

## Beskrivning
Arten har svart grundfärg, inklusive honans antenner; hos hanen är emellertid antennerna i regel röda till rödbruna, även om de också kan vara svarta. Hos honan är pälsen gulbrunaktig på huvud och mellankroppens ovansida, medan den är ljusare på undersidan. Bakkroppen har även den vitaktig päls (rent vit hos hanen) som hos hanen är tunn utom på tjockare hårband på bakkanterna hos tergiterna 1 till 6 (segmenten på bakkroppens ovansida). Vid vingfästena har arten en gulbrun kroppsplåt. Vingarna är genomskinliga med rödbruna ribbor. Biet är förhållandevis litet, med en kroppslängd på 7 till 7,5 mm hos honan, 6 till 7 mm hos hanen.

## Ekologi
Arten är polylektisk, den besöker blommande växter från många olika familjer: Flockblommiga växter (som vildmorot och palsternacka), korgblommiga växter, strävbladiga växter, korsblommiga växter (som gatsenaper), paradisblomsterväxter, amarantväxter (som betor), ärtväxter (som blålusern), bokväxter, kransblommiga växter, lökväxter (som prärielök), slideväxter, ranunkelväxter (som klematissläktet), rosväxter och verbenaväxter.

## Utbredning
Utbredningsområdet omfattar västra USA österut till North Dakota, Nebraska, Colorado och New Mexico.